# الغرر البهية

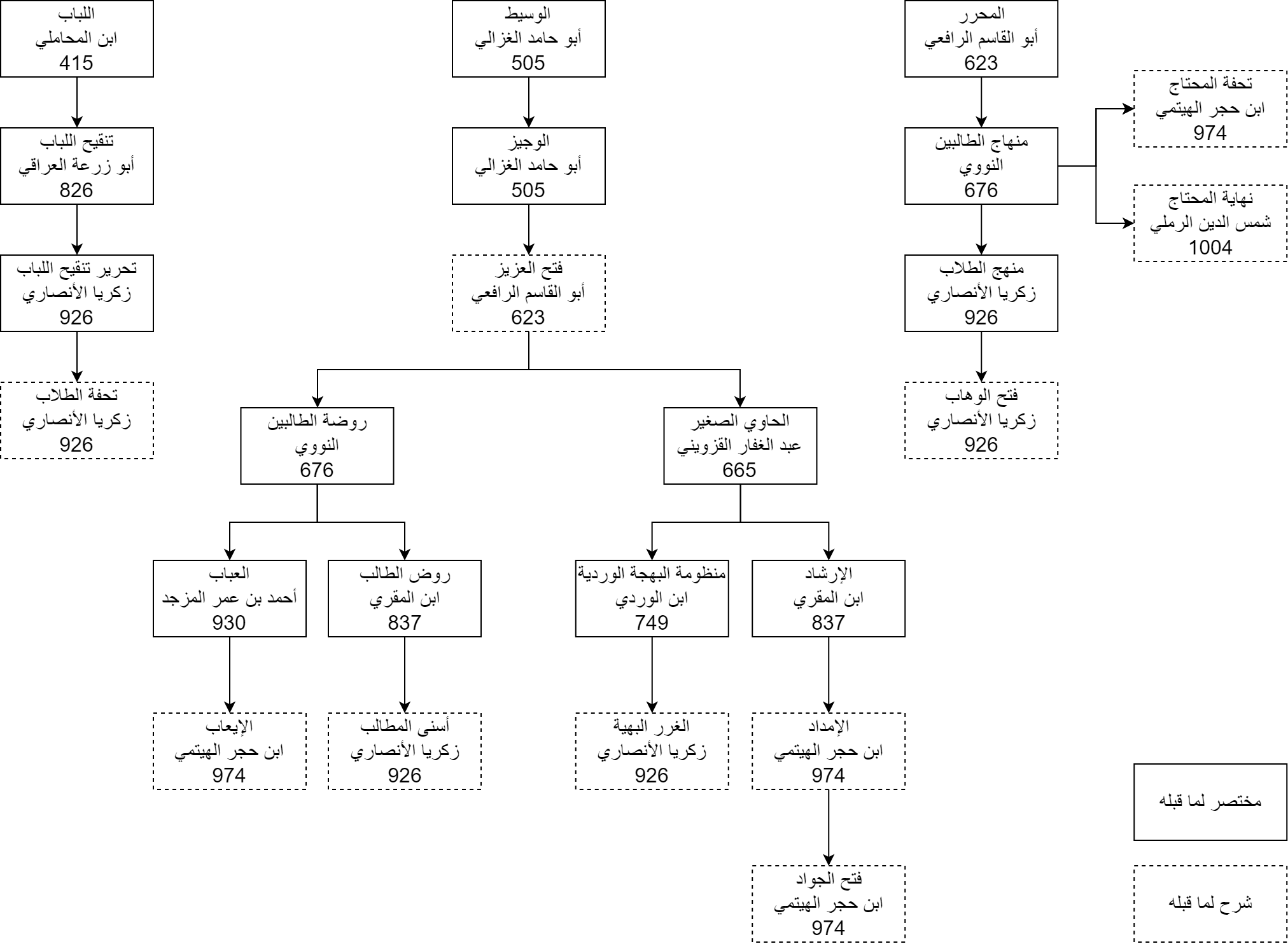
بعض أهم كتب الفقه الشافعي، ويظهر كتاب "الغرر البهية" أسفل الشجرة.

الغرر البهية في شرح منظومة البهجة الوردية للإمام الفقيه زكريا الأنصاري الشافعي (823-926هـ) كتاب موسوعي شامل في الفقه على المذهب الشافعي، وهو عبارة عن شرح لمنظومة البهجة الوردية لابن الوردي (ت 749هـ) والتي نظم فيها كتاب الحاوي الصغير للقزويني (ت 665هـ). وقد اعتنى الشافعية بهذا الكتاب عناية كبيرة، شرحاً ودرساً وتدريساً، ووضعوا عليه مجموعة من الحواشي أهمها:
- حاشية ابن قاسم العبادي (ت 944هـ).
- حاشية الشربيني (ت 1326هـ).

قال زكريا الأنصاري في مقدمة الكتاب:
«فَإِنَّ الْبَهْجَةَ الْوَرْدِيَّةَ فِي الْفِقْهِ، لِلْإِمَامِ الْمُحَقِّقِ وَالْحَبْرِ الْمُدَقِّقِ أَبِي حَفْصٍ زَيْنِ الدِّينِ عُمَرَ بْنِ مُظَفَّرِ بْنِ عُمَرَ بْنِ مُحَمَّدِ بْنِ أَبِي الْفَوَارِسِ الْوَرْدِيِّ، طَيَّبَ اللَّهُ ثَرَاهُ وَجَعَلَ الْجَنَّةَ مَأْوَاهُ، لَمَّا كَانَتْ مِنْ أَبْدَعِ كِتَابٍ فِي الْفِقْهِ صُنِّفَ، وَأَجْمَعِ مَوْضِعٍ فِيهِ عَلَى مِقْدَارِ حَجْمِهِ أُلِّفَ، طَلَبَ مِنِّي بَعْضُ الْأَعِزَّةِ عَلَيَّ مِنْ الْفُضَلَاءِ الْمُتَرَدِّدِينَ إلَيَّ أَنْ أَضَعَ عَلَيْهَا شَرْحًا يَحِلُّ أَلْفَاظَهَا، وَيُبْرِزُ دَقَائِقَهَا، وَيُحَقِّقُ مَسَائِلَهَا، وَيُحَرِّرُ دَلَائِلَهَا، فَأَجَبْته إلَى ذَلِكَ بِعَوْنِ الْقَادِرِ الْمَالِكِ، ضَامًّا إلَيْهِ مِنْ الْفَوَائِدِ الْمُسْتَجَادَاتِ وَالْقَوَاعِدِ الْمُحَرَّرَاتِ مَا تَقَرُّ بِهِ أَعْيُنُ أُولِي الرَّغَبَاتِ، رَاجِيًا بِذَلِكَ جَزِيلَ الْأَجْرِ وَالثَّوَابِ، وَمُؤَمِّلًا مِنْ اللَّهِ تَعَالَى أَنْ يَصِيرَ هَذَا الْكِتَابُ عُمْدَةً وَمَرْجِعًا بِبَرَكَةِ الْأَكْرَمِ الْوَهَّابِ، وَسَمَّيْته الْغُرُرَ الْبَهِيَّةَ فِي شَرْحِ الْبَهْجَةِ الْوَرْدِيَّةِ، وَاَللَّهُ أَسْأَلُ أَنْ يَجْعَلَهُ نَافِعًا خَالِصًا لِوَجْهِهِ الْكَرِيمِ، وَوَسِيلَةً لِلْفَوْزِ بِجَنَّاتِ النَّعِيمِ».